# Malik Bentalha
Malik Bentalha (مالك بن طلحة en arabe), né le 1er mars 1989 à Bagnols-sur-Cèze (Gard), est un humoriste et acteur français.

## Biographie

### Enfance et débuts sur scène
Né le 1er mars 1989 à Bagnols-sur-Cèze d'un père algérien et d'une mère marocaine, Malik Bentalha grandit dans la ville de Laudun-l'Ardoise dans le Gard.
Après un Bac ES et un an passé au Cours Florent de 2007 à 2008, il interprète ses propres sketches dans des cafés-théâtres parisiens, comme le Point-Virgule.
Repéré en 2010 par Jamel Debbouze, Malik Bentalha intègre le Jamel Comedy Club, et fait par la suite la première partie de son spectacle Tout sur Jamel. Alors qu'il se promène à Montmartre, il rencontre par hasard Gad Elmaleh et lui confie faire ce métier grâce à lui ainsi qu'à Jamel. Gad, touché, demande à Malik s'il vit à Montmartre, ce dernier lui répond : « Non, mais ça fait classe de se promener ici ! ». Amusé, Elmaleh lui propose de faire le lendemain la première partie de son spectacle au Palais des sports.

### Percée médiatique (2010-2014)
En 2010, il lance son one-man-show Malik Bentalha se la raconte, mis en scène par Alex Lutz,. La même année, il participe à l'émission Le meilleur de Paris fait sa comédie sur France 2.
En juin 2011, il rejoint l'équipe de Jean-Marc Morandini dans le Grand Direct des Médias sur Europe 1, où il tient une chronique intitulée Télé Délire en alternance avec Mathieu Madénian, puis, à partir de la rentrée 2011, en alternance avec Benjamin Josse. Depuis février 2013, il participe régulièrement à l'émission Vendredi tout est permis avec Arthur sur TF1.
Le 20 juin 2013, il apparaît sur la chaine M6 dans le spectacle Marrakech du rire pour un show humoristique.
Au printemps 2014, une captation de son spectacle Malik Bentalha se la raconte est réalisée. Le DVD est sorti le 3 décembre 2014, et marque la fin de ce spectacle.

### Acteur de comédies (depuis 2015)
En 2016, il partage l'affiche de la comédie potache Pattaya avec Franck Gastambide, également scénariste / réalisateur. Le film connaît un large succès commercial surprise et lance le jeune acteur.
Il enchaîne avec les tournages de deux autres comédies, prévues pour une sortie en 2018 : tout d'abord le film d'action Taxi 5 toujours aux côtés de Franck Gastambide, puis dans un registre plus émouvant, Le Doudou, face à Kad Merad.
En 2019, il intègre la troupe des Enfoirés avec Claudio Capéo, Slimane et Isabelle Nanty.
Il réalise son premier long métrage, Jack Mimoun et les Secrets de Val Verde, sorti en 2022.
Le 23 novembre 2023, il publie une parodie de l'émission L'Heure des pros, dans laquelle il interprète le rôle de Larsen Harbouni, un pastiche de Hassen Chalghoumi. Acclamée par la critique, la vidéo est visionnée près de quinze millions de fois en vingt-quatre heures sur le média social Twitter.

### Animateur de télévision
L'humoriste annonce que les droits de l'émission québécoise Dans ma tête ont été rachetés et qu'une adaptation est prévue pour la télévision française en 2020.

## Affaire judiciaire

### Interdiction de stade
Début octobre 2019, il est condamné à une amende et une interdiction de stade de six mois pour avoir utilisé un fumigène au Parc des Princes lors de la rencontre de Ligue des Champions opposant le Paris Saint-Germain au Real Madrid en septembre 2019.

## Polémiques

### Plagiat
En 2017, Malik Bentalha est accusé d'avoir plagié des humoristes américains.
Le 4 juin 2018, une vidéo de la chaîne YouTube CopyComic Videos révèle des ressemblances de certains passages de Malik Bentalha et ceux de comiques, parmi lesquels figurent notamment Eddie Murphy, Jerry Seinfeld, Matthieu Madénian, Jean-Luc Lemoine, Mustapha El Atrassi ou Kheiron.

## One-man-shows
- 2010-2015 : Malik Bentalha se la raconte[19]
- 2018-2020 : Encore
- 2024- : Nouveau monde

## Filmographie

### Acteur

#### Cinéma
- 2011 : Et soudain, tout le monde me manque de Jennifer Devoldère : comédien stand-up 1
- 2012 : Nous York d'Hervé Mimran et Géraldine Nakache : jeune de la cité Mario Capra
- 2013 : Né quelque part de Mohamed Hamidi : Hakim
- 2013 : Eyjafjallajökull d'Alexandre Coffre : ami de Cécile
- 2015 : Robin des bois, la véritable histoire d'Anthony Marciano : Frère Tuck
- 2016 : Pattaya de Franck Gastambide : Krimo
- 2016 : La Vache de Mohamed Hamidi : jeune banlieusard au salon
- 2018 : Taxi 5 de Franck Gastambide : Eddy Maklouf
- 2018 : Le Doudou de Julien Hervé : Sofiane
- 2019 : Jusqu'ici tout va bien de Mohamed Hamidi : Samy
- 2022 : Irréductible de Jérôme Commandeur : Directeur prison
- 2022 : Jack Mimoun et les Secrets de Val Verde de lui-même et Ludovic Colbeau-Justin : Jack Mimoun

#### Émission
- 2011 : Insoupçonnable, téléfilm de Benoît d'Aubert : technicien police 1
- 2013 : Scènes de ménages (série télévisée) : Patrick
- 2017 : Saturday Night Live, présenté par Gad Elmaleh
- 2018 : Nos terres inconnues présenté par Frédéric Lopez : participant dans les Cévennes
- 2019 : Baby-sitter : star incognito sur Gulli
- 2020 : Diffusion en direct de son spectacle Encore, sur TF1
- 2021 : Le Grand Restaurant : Réouverture après travaux de Romuald Boulanger
- 2024 : Zen Émission : épisode final, sur Twitch

#### Doublage
Films
- Ben Schwartz dans :
  - Sonic, le film (2020) : Sonic (voix)
  - Sonic 2, le film (2022) : Sonic (voix)
  - Sonic : Drone maison (2022) : Sonic (court-métrage, voix)
  - Sonic 3, le film (2024) : Sonic (voix)

Films d'animation
- 2010 : Space Dogs : Lenny
- 2013 : Monstres Academy : Squishy
- 2016 : Ballerina : Victor

### Réalisateur et scénariste
- 2022 : Jack Mimoun et les Secrets de Val Verde (coréalisé avec Ludovic Colbeau-Justin)

## Discographie

### Apparitions
- 2024 : Évasion de Kore feat. Malik Bentalha (sous le nom de Kader Takwondo)